# فانتوماس در برابر اسکاتلندیارد

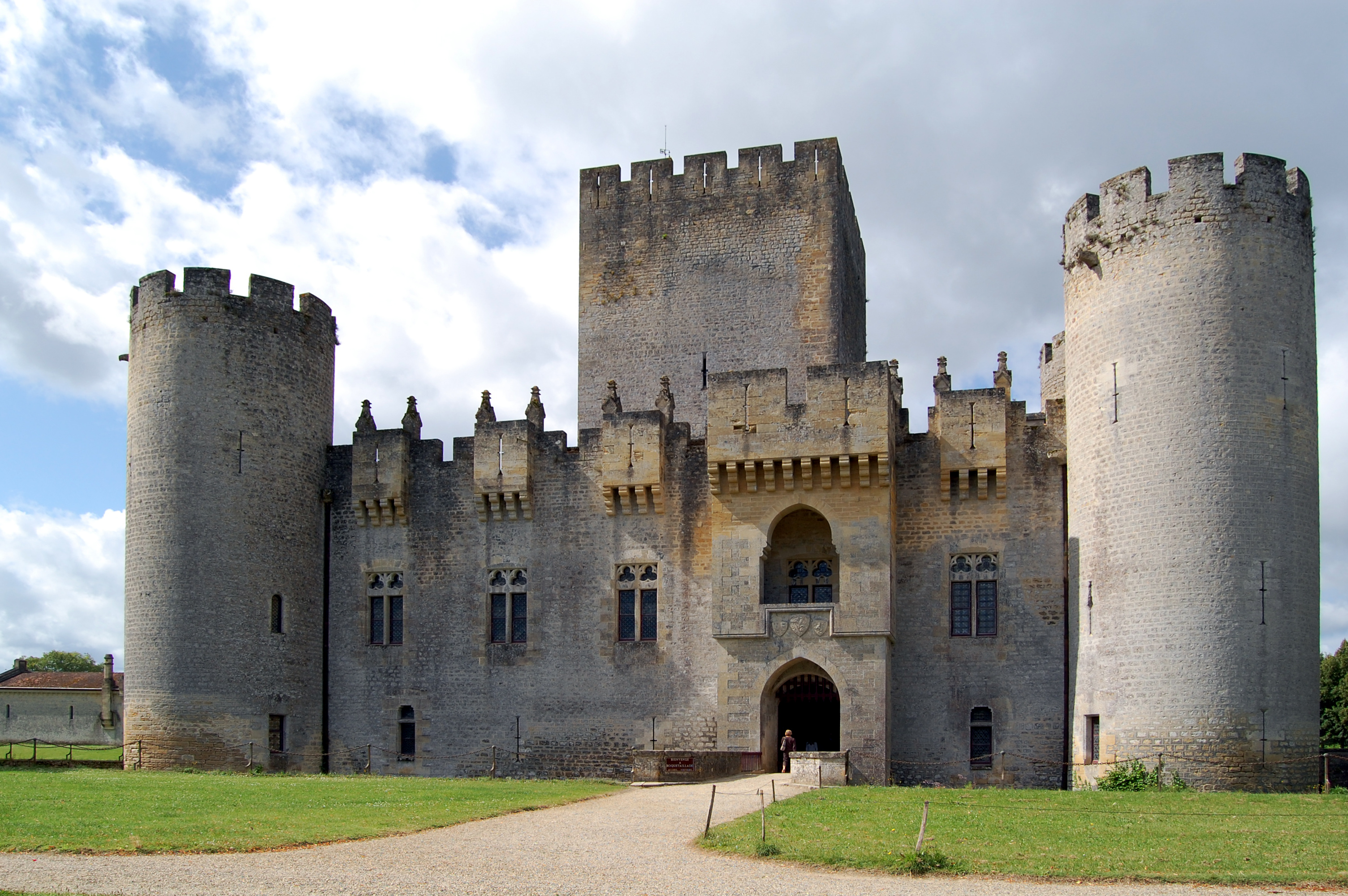
مکان فیلم برداری فیلم فانتوماس در برابر اسکاتلندیار که برای طبیعی تر بودن صحنه های فیلم انتخاب شده که از لحاظ مسافر پذیر بودن مکان خوب و زیبا برای گردشگران نیز است

فانتوماس در برابر اسکاتلندیارد (به فرانسوی: Fantômas contre Scotland Yard) فیلمی محصول سال ۱۹۶۷ و به کارگردانی آندره اونبل است. در این فیلم بازیگرانی همچون ژان ماره، لوئی دوفونس، میلن دمونژو ایفای نقش کرده‌اند.